# Dalilah Muhammad
Dalilah Muhammad (Queens, 7 de febrero de 1990) es una deportista estadounidense que compite en atletismo, especialista en las carreras de vallas y de relevos.
Participó en dos Juegos Olímpicos de Verano, obteniendo en total tres medallas, oro en Río de Janeiro 2016, en 400 m vallas, y dos en Tokio 2020, oro en 4 × 400 m y plata en 400 m vallas.
Ganó cinco medallas en el Campeonato Mundial de Atletismo entre los años 2013 y 2022.
En 2019 fue elegida Atleta del año por World Athletics.

## Palmarés internacional
| Juegos Olímpicos   | Juegos Olímpicos        | Juegos Olímpicos  | Juegos Olímpicos |
| Año                | Lugar                   | Medalla           | Prueba           |
| ------------------ | ----------------------- | ----------------- | ---------------- |
| 2016               | Río de Janeiro (Brasil) | Medalla de oro    | 400 m vallas     |
| 2020               | Tokio (Japón)           | Medalla de oro    | 4 × 400 m        |
| 2020               | Tokio (Japón)           | Medalla de plata  | 400 m vallas     |
| Campeonato Mundial |                         |                   |                  |
| Año                | Lugar                   | Medalla           | Prueba           |
| 2013               | Moscú (Rusia)           | Medalla de plata  | 400 m vallas     |
| 2017               | Londres (Reino Unido)   | Medalla de plata  | 400 m vallas     |
| 2019               | Doha (Catar)            | Medalla de oro    | 400 m vallas     |
| 2019               | Doha (Catar)            | Medalla de oro    | 4 × 400 m        |
| 2021               | Toruń (Polonia)         | Medalla de bronce | 400 m            |